# میخائیل تربینوف
میخائیل ایوانوویچ تربینوف( روسی: Михаил Иванович Теребенёв; ۶ سپتامبر ۱۷۹۵ – ۲۵ دسامبر ۱۸۶۴) نقاش پرتره روسی و از اعضای آکادمی امپریال هنر سن پترزبورگ بود.

## آثار برگزیده

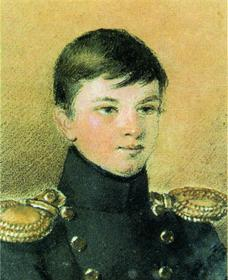
پرتره Decembrist دی زاوالیشین
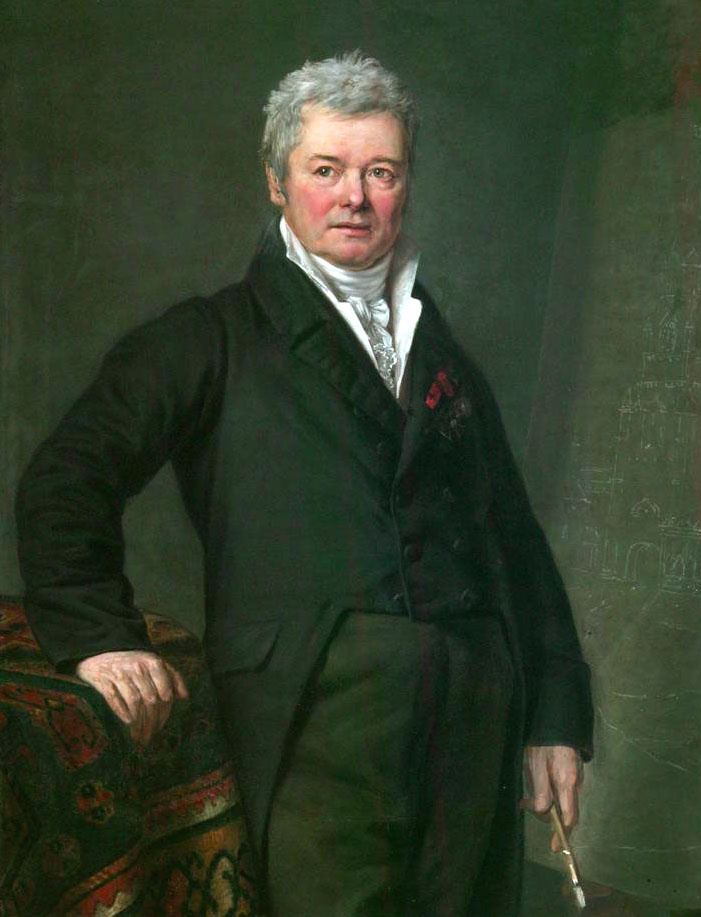
پرتره فئودور آلکسیف
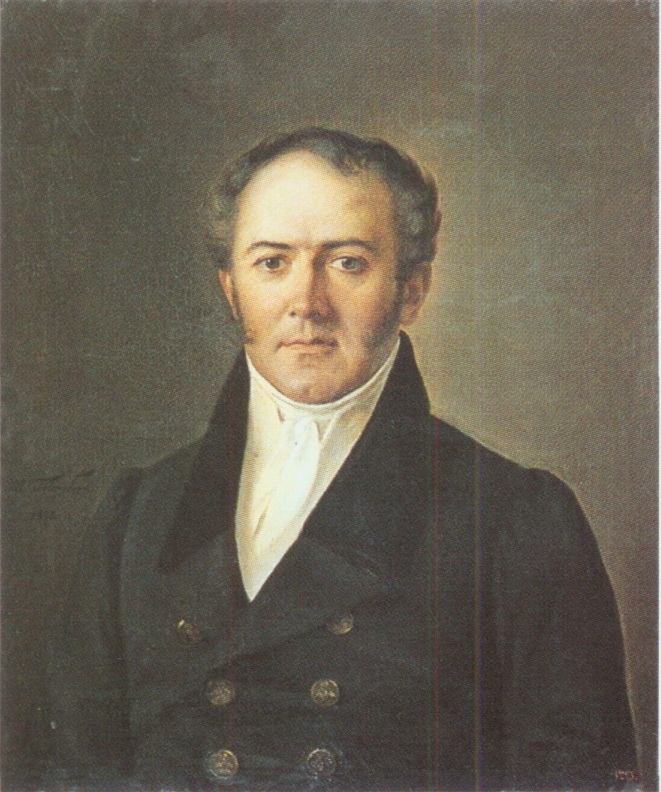
پرتره پروفسور ایلیا بویالسکی
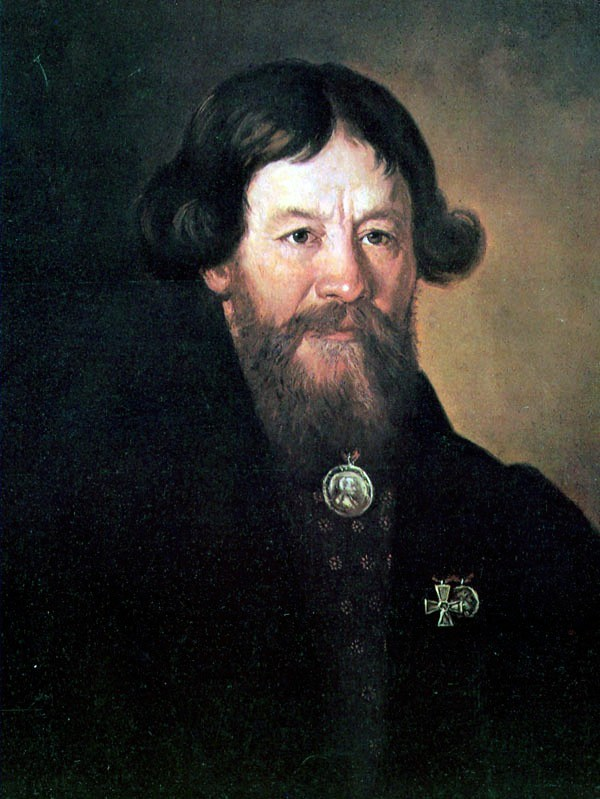
پرتره پارتیزان ایگور استولوف